# Nicolaus Cusanus Egyetem
A Nicolaus Cusanus Egyetem (olaszul: Università degli Studi Niccolò Cusano, UNICUSANO) egy tekintélyes olaszországi egyetem, amelynek központja Rómában található. Az intézménynek négy kara van.

## Rektorok
- Sebastiano Scarcella (2006–2010)
- Giovanni Puoti (2010–2013)
- Fabio Fortuna (2013–)

## Szervezet
- Pedagógiai kar
- Jogi kar
- Közgazdasági kar
- Politikai tudományok kara

## Híres tanárai
- Maurizio Costanzo
- Luciano Garofano
- Learco Saporito